# Mulino a palmenti

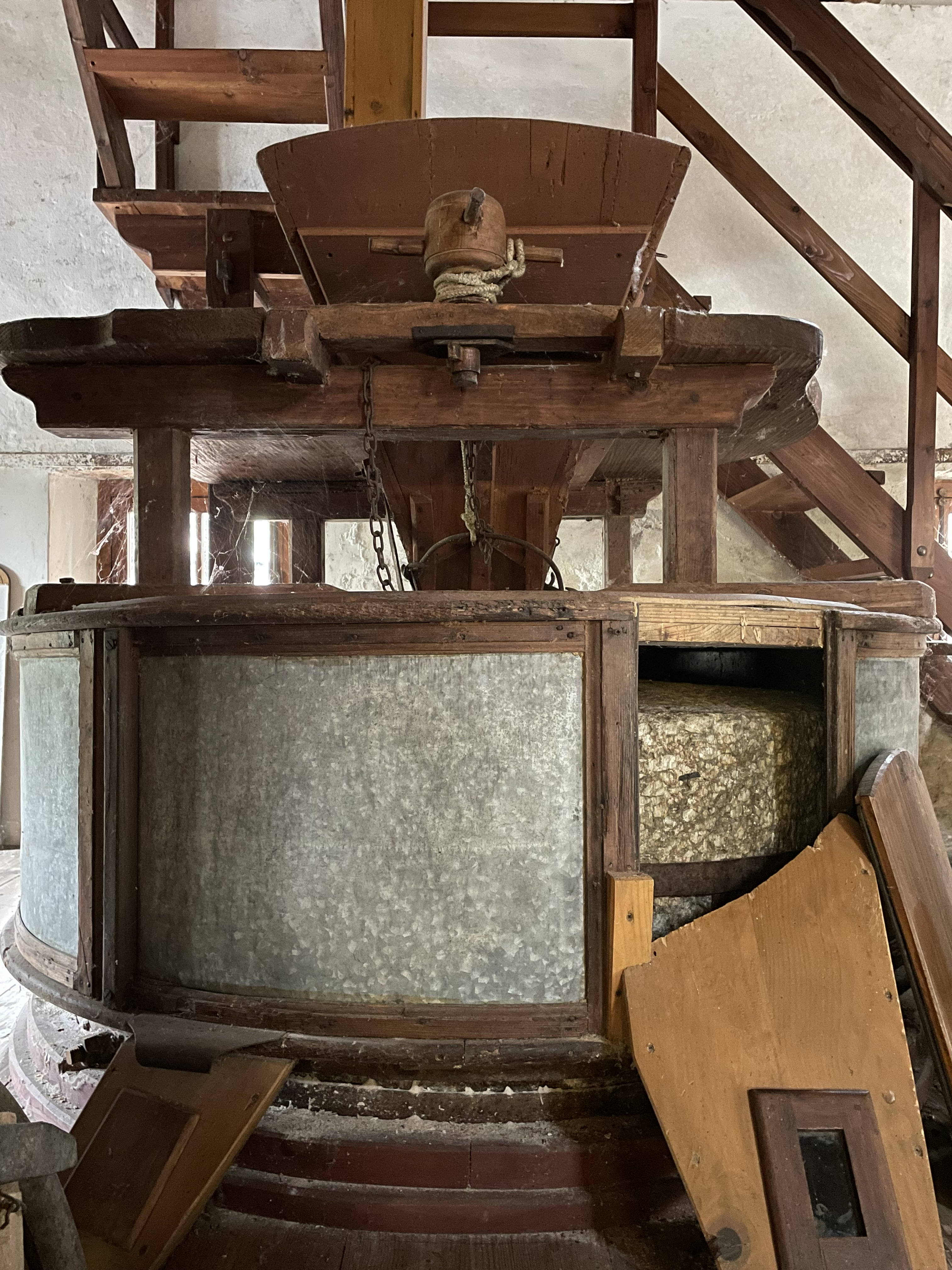
tramoggia e macina

Il mulino a palmenti è un impianto che permette di macinare il grano.
Il nucleo del mulino è costituito da due ruote in granito o altra pietra molto dura, delle quali una sola è fissa mentre all'altra è permessa la rotazione. Le superfici di tali ruote sono costituite da scanalature.
Il grano viene fatto passare inizialmente attraverso una tramoggia che fa giungere il grano al centro del polverizzatore: a questo punto il grano è obbligato a passare attraverso lo spazio interposto tra le due ruote e viene quindi rotto per mezzo di forze di compressione e di taglio e viene infine espulso radialmente.
La forza motrice utilizzata era generalmente quella idraulicaː un corrente faceva girare un ritrecine posto sotto la macina costituita dalle due ruote di pietra e collegata con una di esse in modo solidale attraverso un albero verticale.
Il mulino a palmenti è uno dei più antichi mulini nella storia e viene sfruttato soprattutto per la macinazione di semi, pigmenti, colori, cosmetici e prodotti farmaceutici. Il materiale in ingresso ha generalmente un diametro di qualche millimetro ed i prodotti completati si presentano sotto forma di polvere i cui granuli raggiungono la dimensione di circa 100 µm. Si tratta pertanto di una polverizzazione.
Tra gli apparecchi da macina, sono definiti come "polverizzatori finitori" insieme al laminatoio a cilindri e al molino centrifugo.